# Finnische Fußballmeisterschaft 1925
Die finnische Fußballmeisterschaft 1925 war die 17. Saison der höchsten finnischen Spielklasse im Herrenfußball.
HJK Helsinki gewann die Meisterschaft.

## Ergebnisse

### Halbfinale
|              | Ergebnis |                |
| ------------ | -------- | -------------- |
| Turku PS     | 4:3      | Viipurin Sudet |
| HJK Helsinki | 2:2      | Kronohagens IF |

Entscheidungsspiel
|              | Ergebnis |                |
| ------------ | -------- | -------------- |
| HJK Helsinki | 4:0      | Kronohagens IF |

### Finale
|              | Ergebnis |          |
| ------------ | -------- | -------- |
| HJK Helsinki | 3:2      | Turku PS |